# Damphreux
Damphreux é uma comuna da Suíça, situada no distrito de Porrentruy, no cantão de Jura. Tem 5,62 km² de área e sua população em 2018 foi estimada em 176 habitantes.